# Bitwa jutlandzka
Bitwa jutlandzka (w historiografii niemieckiej zwana bitwą na Skagerraku, niem. Skagerrakschlacht) – bitwa morska stoczona 31 maja i 1 czerwca 1916 roku na Morzu Północnym w pobliżu Półwyspu Jutlandzkiego i Skagerraku, pomiędzy zespołami flot: brytyjskiej Royal Navy i niemieckiej Kaiserliche Marine. Była to największa bitwa morska I wojny światowej i jedyne w tym konflikcie starcie flot liniowych.
W bitwie jutlandzkiej uczestniczyło po obu stronach łącznie 250 okrętów różnych klas, a ich załogi liczyły w sumie około 105 000 osób. Brytyjska Grand Fleet dowodzona przez admirała Johna Jellicoe – wraz z Flotą Krążowników Liniowych wiceadmirała Davida Beatty'ego – dysponowała liczbą 151 jednostek. Niemiecka Hochseeflotte wiceadmirała Reinharda Scheera miała ich w składzie 99. Również przewaga w artylerii była po stronie Brytyjczyków.
Niemiecki plan przewidywał wykorzystanie własnych krążowników liniowych 1. Grupy Rozpoznawczej wiceadmirała Franza Hippera do wciągnięcia pod lufy sił głównych Hochseeflotte ograniczonego zespołu okrętów Grand Fleet i zniszczenie ich po uzyskaniu chwilowej przewagi. Brytyjczycy, dzięki sprawnie działającemu wywiadowi, posiadali informację o ruchach przeciwnika i przeciwdziałając, wyprowadzili z baz własną flotę liniową. Ich intencją było doprowadzenie do rozstrzygającej bitwy, która miała zdecydować o dalszych losach toczącej się wojny.
Krążowniki liniowe obu stron natknęły się na siebie wczesnym popołudniem. W pierwszej fazie boju admirał Hipper skutecznie wprowadził w pułapkę – zastawioną przez Hochseeflotte – zespół admirała Beatty'ego. Ten, po zorientowaniu się w przewadze Niemców, zawrócił w stronę własnych sił głównych. Doprowadziło to w efekcie do starcia obu potęg, w którym Brytyjczycy posiadali przewagę liczebną i znajdowali się w uprzywilejowanej pozycji taktycznej. Jednak lepiej manewrującej flocie niemieckiej udało się skutecznie oderwać od przeciwnika, wykorzystując zapadające ciemności. W nocnej fazie boju admirał Jellicoe usiłował przeciąć okrętom Kaiserliche Marine drogę do ich kotwicowisk, aby rankiem ponownie związać je w boju. Jednostki brytyjskie i niemieckie, głównie lżejsze, ścierały się tej nocy wielokrotnie, ale nie przeszkodziło to admirałowi Scheerowi bezpiecznie doprowadzić większość z nich do baz.
W bitwie jutlandzkiej zatonęło 14 okrętów brytyjskich i 11 niemieckich, zginęło ponad 8500 marynarzy obu flot. Obie strony ogłosiły swoje zwycięstwo, chociaż żadna nie osiągnęła zakładanych przed bitwą celów. Taktyczny sukces odnieśli Niemcy, tracąc mniej jednostek i mając znacząco mniejsze straty ludzkie. Jednak Royal Navy zachowała swe panowanie na okalających Europę morzach i pełną zdolność do utrzymywania blokady ekonomicznej Niemiec, co doprowadziło do klęski głodu i niedożywienia w Niemczech. Kaiserliche Marine zaniechała wkrótce akcji wielkich jednostek nawodnych, koncentrując się na wymierzonej przeciwko brytyjskim szlakom handlowym nieograniczonej wojnie podwodnej.

## Przyczyny
21 lutego 1916 roku armia niemiecka rozpoczęła ofensywę w kierunku Verdun. Miała ona na celu uderzenie w potęgę lądową Francji, ale przekształciła się w ciąg przedłużających się walk pozycyjnych, powodujących wykrwawianie obydwu stron. W ocenie niemieckich sztabowców do przełamania impasu na froncie zachodnim niezbędne było osłabienie Wielkiej Brytanii. Skutecznie prowadzona przez Royal Navy blokada morska powodowała w Niemczech niedostatek żywności i materiałów niezbędnych do produkcji wojennej. Aby ją znieść, konieczne było zwycięstwo nad kontrolującą wody europejskie brytyjską flotą liniową: Grand Fleet, dowodzoną przez admirała Johna Jellicoe. W styczniu 1916 roku nowym dowódcą Hochseeflotte został wiceadmirał Reinhard Scheer. W przeciwieństwie do swego poprzednika, Hugo von Pohla, był on zdecydowanym zwolennikiem walnej konfrontacji z Brytyjczykami, uważając, że niemiecka flota liniowa, choć ustępuje brytyjskiej pod względem liczby ciężkich okrętów, co najmniej dorównuje jej walorami bojowymi i wyszkoleniem załóg.

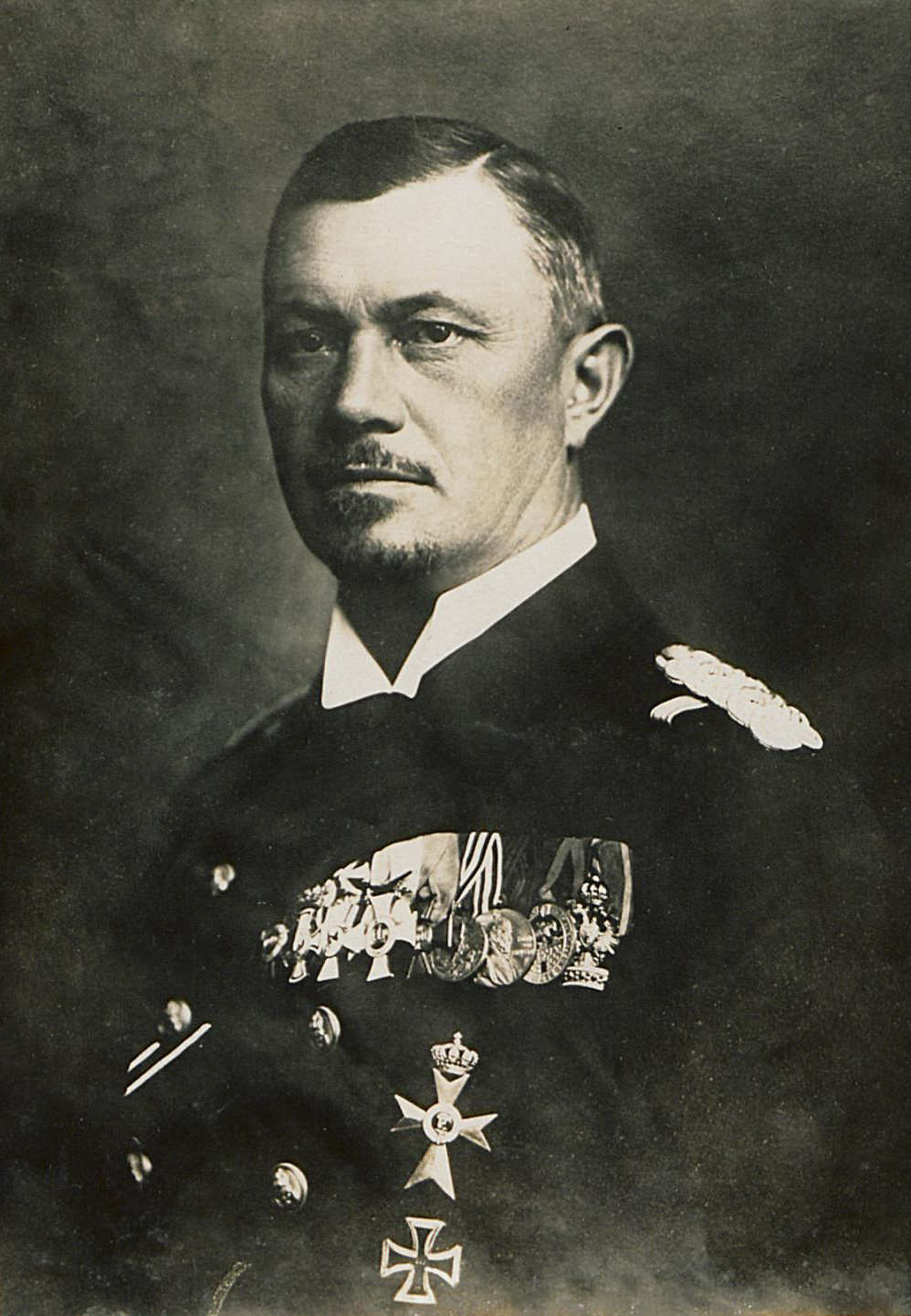
Wiceadmirał Reinhard Scheer

Ponieważ już pod koniec 1915 roku, pod naciskiem Stanów Zjednoczonych, Kaiserliche Marine wycofała się z prowadzenia nieograniczonej wojny podwodnej na brytyjskich szlakach komunikacyjnych, jedynym możliwym środkiem do zadania poważnych strat przeciwnikowi pozostawało użycie ciężkich okrętów nawodnych. Ulegając argumentacji Scheera, cesarz Wilhelm II wyraził 23 lutego 1916 roku zgodę na wykorzystanie Hochseeflotte w ograniczonych operacjach przeciwko Royal Navy. Ich istotą miało być wywabienie niewielkich zespołów brytyjskich z portów i niszczenie ich przy wykorzystaniu lokalnej przewagi. Aby to osiągnąć, dowództwo floty niemieckiej zaplanowało szereg wypadów przeciwko nadbrzeżnym miastom angielskim. Dokonywać ich miały krążowniki liniowe 1. Grupy Rozpoznawczej (niem: 1. Aufklärungsgruppe) wiceadmirała Franza Hippera, które dzięki swej przewadze prędkości powinny wciągnąć brytyjski pościg pod lufy oczekujących w zasadzce sił głównych. Dodatkowym elementem planu było skierowanie w rejon brytyjskich baz morskich części U-Bootów, które miały sygnalizować ruchy Grand Fleet, a w sprzyjających warunkach przeprowadzić ataki torpedowe. Pierwsze ofensywne działania przeciwko Royal Navy przeprowadzono już w lutym 1916 roku. Ciężkie jednostki Hochseeflotte przeprowadziły dwa rajdy w marcu, na początku i pod koniec miesiąca, ale nie doszło podczas nich do napotkania przeciwnika. W nocy z 24 na 25 kwietnia okręty 1. Grupy Rozpoznawczej, dowodzone w zastępstwie chorego Franza Hippera przez wiceadmirała Friedricha Bödickera, ostrzelały Lowestoft i Yarmouth, napotykając kontrakcję jedynie brytyjskich sił lekkich. Grand Fleet opuściła co prawda swe bazy, ale zła pogoda uniemożliwiła jej dotarcie na miejsce przed powrotem Niemców do portów. Reakcją Brytyjczyków było przebazowanie części swych sił bardziej na południe, bliżej celów ewentualnych kolejnych rajdów.

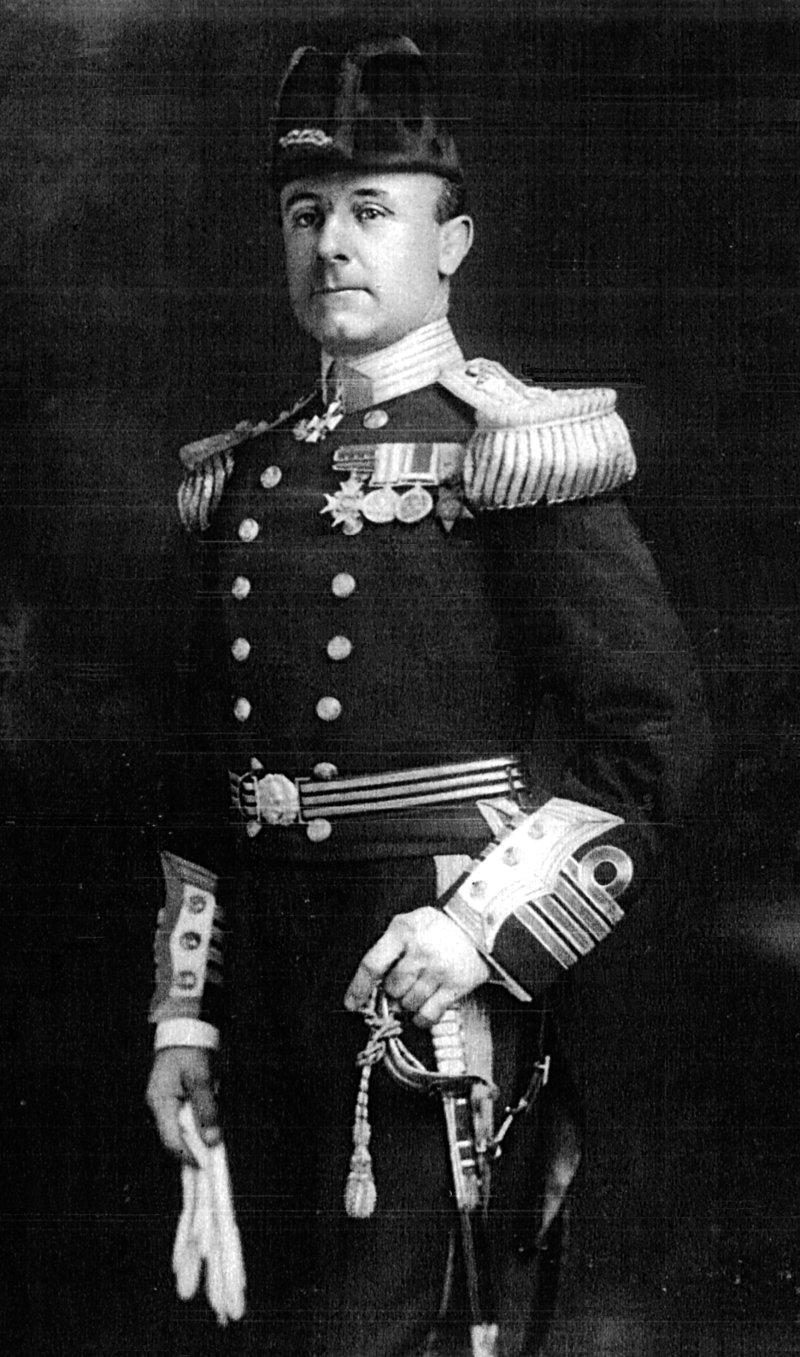
Admirał John Jellicoe

Strategia Royal Navy podczas dwóch pierwszych lat wojny była bardzo zachowawcza. Większość działań brytyjskiej floty liniowej była reakcją na ofensywne poczynania Niemców. Dysponując dzięki dobrze działającemu wywiadowi radiowemu (Room 40) informacjami o ruchach Hochseeflotte, dowodzący Grand Fleet admirał John Jellicoe mógł z odpowiednim wyprzedzeniem przeciwdziałać potencjalnym zagrożeniom. Jednak istniejące wśród dowódców królewskiej marynarki przekonanie o poważnym zagrożeniu, jakie stanowiły dla ciężkich okrętów niemieckie U-Booty sprawiało, że na miejsce stacjonowania sił głównych (Flota Pancerników – Battle Fleet) wybrano, znajdującą się w teorii poza ich zasięgiem, bazę w Scapa Flow na Orkadach. Najsilniejszym związkiem taktycznym, bazującym stale bardziej na południe – w Firth of Forth – była Flota Krążowników Liniowych (Battle Cruiser Fleet) dowodzona przez wiceadmirała Davida Beatty'ego. W połowie maja 1916 roku wysłał on na ćwiczenia artyleryjskie do Scapa Flow jedną z podległych mu eskadr: 3. Eskadrę Krążowników Liniowych, w zamian otrzymując przejściowo pod swoją komendę 5. Eskadrę Pancerników ze składu Grand Fleet, przebazowaną do Rosyth.
Uznając atak przeciwko Lowestoft i Yarmouth za sukces, admirał Scheer zdecydował o powtórzeniu akcji w drugiej połowie maja, na nowy cel wybierając Sunderland. Jednocześnie na podejścia do brytyjskich baz wysłano kilkanaście okrętów podwodnych. Kilkakrotnie przekładane, ze względu na oczekiwanie końca remontu krążownika liniowego „Seydlitz” i problemy z instalacjami na drednotach typu König, wyjście w morze zaplanowano ostatecznie na 31 maja. Ponieważ burzliwa pogoda w rejonie brytyjskich wybrzeży nie pozwalała na skuteczny atak na tamtejsze cele, admirał Scheer nakazał zespołowi Franza Hippera wykonanie alternatywnego planu – rajdu w kierunku południowo-zachodnich wybrzeży Norwegii, licząc na sprowokowanie Brytyjczyków do pościgu. Siły główne Hochseeflotte miały posuwać się w tajemnicy za krążownikami liniowymi, będąc w gotowości do akcji, zaś w razie jej niepowodzenia mając możliwość schronienia się za linią własnych defensywnych pól minowych. Okręty 1. Grupy Rozpoznawczej opuściły ujście Jade około 1.00 po północy z 30 na 31 maja, półtorej godziny po nich w morze wyruszyły pancerniki sił głównych. Admirał Jellicoe został powiadomiony o działaniach Niemców już 29 maja, gdy otrzymał rozszyfrowany rozkaz Scheera o koncentracji Hochseeflotte na redzie Wilhelmshaven. Natychmiast nakazał przerwać przygotowania do planowanej na 2 czerwca operacji minowania kanałów wejściowych do baz niemieckich i, zgodnie z wytycznymi Admiralicji, wyruszył ze Scapa Flow na czele Battle Fleet nocą z 30 na 31 maja. Niemal równocześnie krążowniki liniowe admirała Beatty'ego wypłynęły z Firth of Forth, zaś 5. Eskadra Pancerników opuściła Cromarty w północnej Szkocji. Zespoły brytyjskie obrały kurs wschodni, prowadzący w kierunku Skagerraku, niemieckie płynęły wzdłuż brzegów Jutlandii na północ, co spowodowało, że obie floty znalazły się niedaleko siebie po południu 31 maja.

## Siły przeciwnych stron

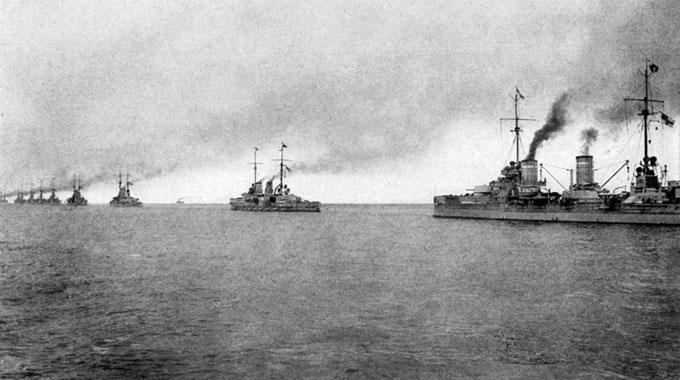
Drednoty Hochseeflotte w szyku torowym

Admirałowie Scheer i Hipper mieli pod swą komendą w dniu 31 maja 1916 roku łącznie 99 okrętów. W skład sił głównych Hochseeflotte wchodziło 16 drednotów i sześć przeddrednotów, zgrupowanych w trzech eskadrach osłanianych przez sześć krążowników lekkich i cztery flotylle dużych torpedowców (razem 31 jednostek, mimo różnic nomenklaturowych odpowiadających brytyjskim niszczycielom). Franz Hipper w awangardzie dowodził 1. Grupą Rozpoznawczą składającą się z pięciu krążowników liniowych (w nomenklaturze niemieckiej wielkich krążowników) i 2. Grupą Rozpoznawczą (cztery krążowniki lekkie) z osłoną trzech flotylli torpedowców (30 jednostek) i lekkiego krążownika. Pancerniki admirała Scheera dysponowały łącznie 200 działami ciężkiej artylerii kalibrów 283 mm i 305 mm, siły rozpoznawcze admirała Hippera 44 działami tych samych kalibrów. Na wszystkich okrętach Hochseeflotte znajdowało się 469 wyrzutni torped. Taktycznym problemem Niemców była mała liczba krążowników lekkich, co powodowało przesunięcie części torpedowców do działań rozpoznawczych oraz mniejsza prędkość ich okrętów – przeddrednoty 2. Eskadry mogły osiągnąć maksymalnie 17 węzłów. Niewątpliwą przewagą był zaś zdecydowanie lepszy system biernej ochrony kadłuba głównych klas okrętów: drednotów i krążowników liniowych.

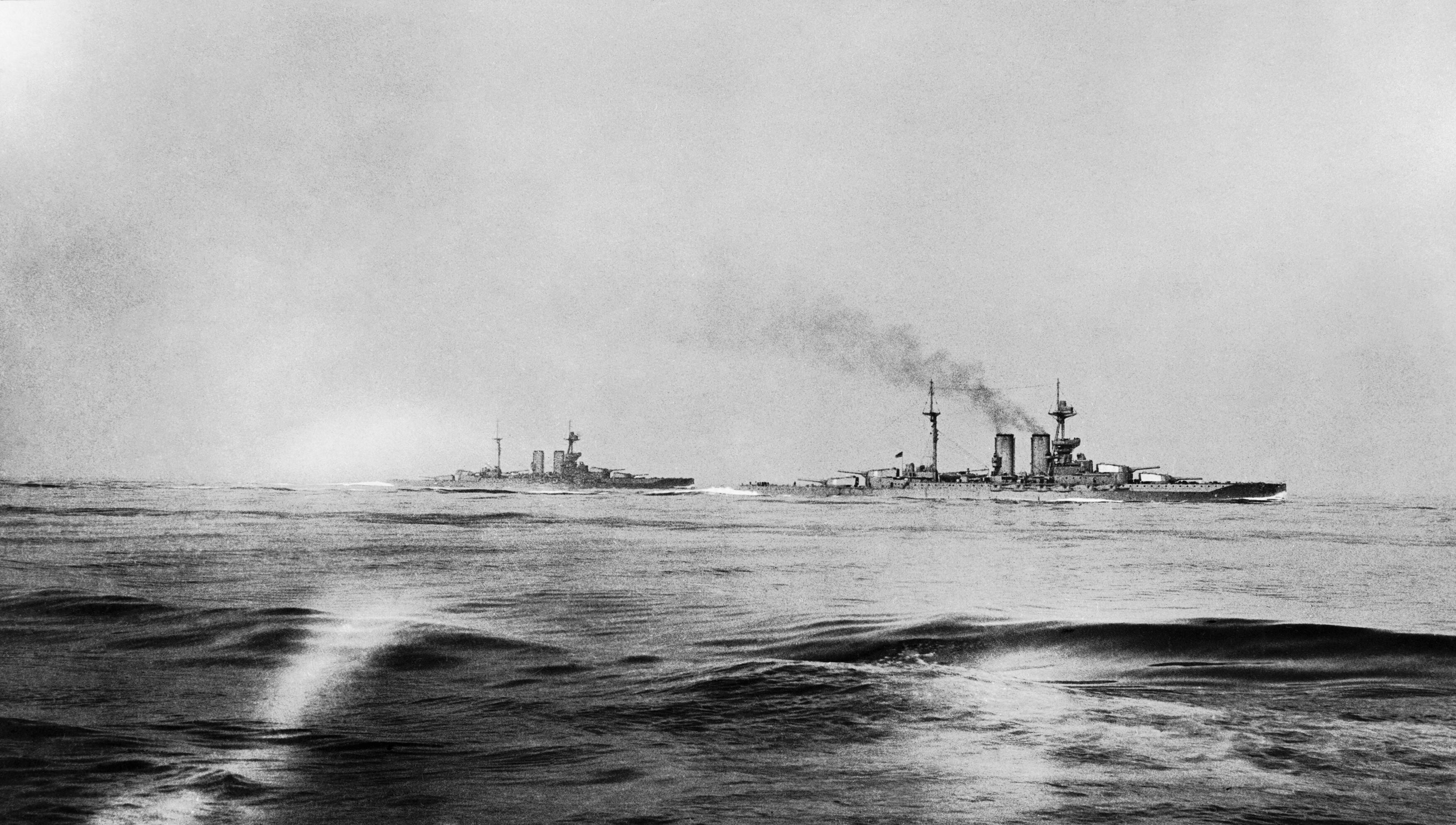
Pancerniki HMS „Warspite” i „Malaya” podczas bitwy

Grand Fleet admirała Jellicoe i zespół Davida Beatty'ego składały się ze 151 jednostek różnych klas. Jellicoe miał pod swoim bezpośrednim dowództwem 24 drednoty, trzy krążowniki liniowe, osiem krążowników pancernych, 12 krążowników lekkich, 51 niszczycieli i liderów oraz niszczyciel-stawiacz min. W skład Floty Krążowników Liniowych Beatty'ego wchodziło sześć krążowników liniowych, cztery drednoty, 14 krążowników lekkich, 27 niszczycieli i transportowiec wodnosamolotów. Poza liczebną, Brytyjczycy posiadali zdecydowaną przewagę w liczbie i kalibrze dział, dysponując łącznie 344 lufami kalibrów od 305 do 381 mm. Ciężar ich salwy burtowej ponad dwukrotnie przewyższał niemiecką. Podobna do niemieckiej była liczba wyrzutni torpedowych: 457. Słabością krążowników liniowych Royal Navy była zła koncepcja ich opancerzenia, poświęcająca ochronę okrętu na rzecz jak największej prędkości i silnego uzbrojenia. Co istotniejsze, lekceważono na nich, przy akceptacji dowództwa, procedury bezpieczeństwa przy operowaniu ładunkami prochowymi, dla uzyskania jak największej szybkostrzelności. Także starsze spośród drednotów brytyjskich były gorzej chronione niż ich niemieckie odpowiedniki.

## Bitwa

### Starcie krążowników liniowych

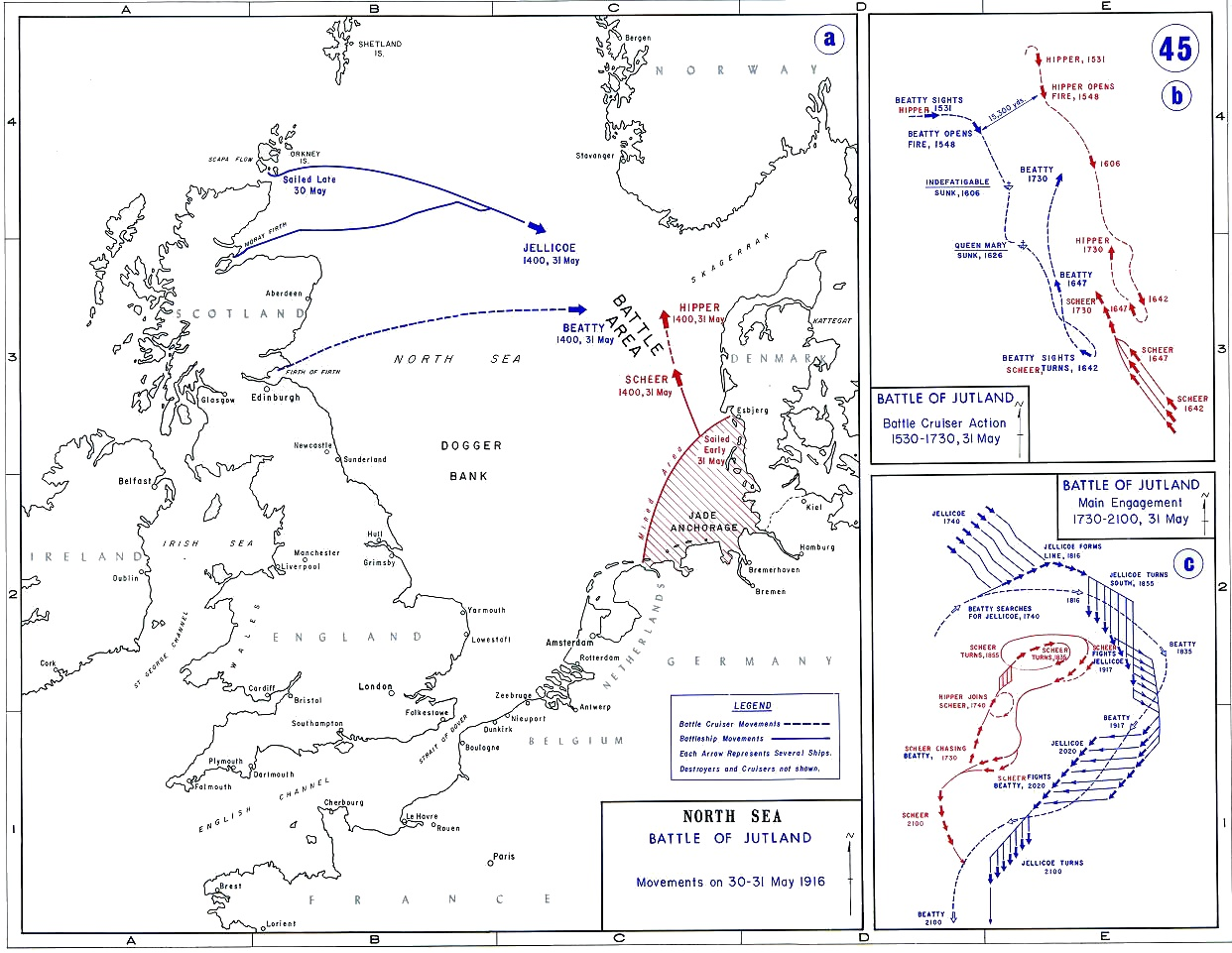
Mapa rejonu starcia i manewrów flot

Zespoły brytyjskie zostały zauważone już wczesnym rankiem przez patrolujące Morze Północne U-Booty. U-32 dowodzony przez Kapitänleutnanta von Spiegela wykonał nawet nieudany atak torpedowy na idący w awangardzie sił admirała Beatty'ego krążownik lekki „Galatea”. Meldunki dowódców okrętów podwodnych dotarły do admirała Scheera, ale zawarte w nich kursy i pozycje, częściowo błędne, wytworzyły fałszywy obraz sytuacji. W efekcie niemiecki głównodowodzący nie miał pełnego obrazu sytuacji i nie zdawał sobie sprawy, że przeciwko niemu płyną niemal wszystkie okręty Grand Fleet. Również admirał Jellicoe nie dysponował pełnym obrazem posunięć przeciwnika. Dostarczone przez Room 40 raporty wskazywały, że część sił niemieckich wyszła w morze, ale nie dawały pewności co do ich składu i zamiarów. Przy tym brytyjscy deszyfranci nie odczytali jednego z rozkazów Scheera, mówiącego o wypłynięciu z Jade głównej części Hochseeflotte, co stwarzało wrażenie, że pozostaje ona wciąż na kotwicowisku. W związku z tym Jellicoe pozwolił Beatty'emu na znaczne wysforowanie się przed trzon Grand Fleet, rezygnując z utrzymania bezpiecznego, 40-milowego dystansu pomiędzy zespołami.
Około godziny 14.00 zespoły krążowników liniowych admirałów Hippera i Beatty'ego znalazły się w odległości 50 mil morskich od siebie, zaś skrzydłowe jednostki obu flot dzieliły zaledwie 22 mile. Admirał Beatty zamierzał przegrupować swoje siły i zawrócić je, zgodnie z wcześniejszym planem, w kierunku sił głównych. W tym czasie obserwatorzy na skrajnych okrętach obydwu zespołów zauważyli dym na horyzoncie. Niemcy wysłali w tym kierunku dwa torpedowce: B 109 i B 110 oraz mały krążownik „Elbing”. Natknęły się one na neutralny, duński frachtowiec „N. J. Fiord” i przystąpiły do jego kontroli w poszukiwaniu kontrabandy. Niemal równocześnie do statku zbliżyły się dwa brytyjskie krążowniki lekkie: „Galatea” i „Phaeton”. Po rozpoznaniu nieprzyjaciela Brytyjczycy otworzyli ogień o 14.28. Niemieckie niszczyciele wycofały się natychmiast w kierunku sił głównych, pod osłonę dział „Elbinga”. Obydwie strony nadały do głównodowodzących meldunki o napotkaniu nieprzyjaciela. Kilka minut później Niemcy odpowiedzieli na ostrzał. Artylerzyści „Elbinga” uzyskali nawet trafienie na „Galatei”, ale pocisk okazał się niewybuchem.
Krążowniki liniowe obydwu zespołów zmieniły kurs, płynąc w kierunku miejsca toczącej się walki sił lekkich. O 14.47 admirał Beatty rozkazał załodze towarzyszącego mu transportowca wodnosamolotów „Engadine” przygotować do startu jedną z przewożonych maszyn. O 15.08 samolot Short Type 184 z pilotem porucznikiem Frederikiem Rutlandem (od tego czasu nazywanym „Rutland of Jutland”) i obserwatorem G. S. Trevinem, wystartował z wody na pierwszą w historii wojen na morzu misję rozpoznawczą na rzecz floty liniowej w rozpoczynającej się bitwie. Jego załoga dokonała rozpoznania, lecąc wobec silnego zachmurzenia na niewielkim pułapie i natykając się na silny ogień przeciwlotniczy. O 15.47, z powodu uszkodzenia instalacji paliwowej (pękł przewód doprowadzający paliwo do jednego z cylindrów), został zmuszony do awaryjnego lądowania przy burcie „Engadine”. Wskutek słabej łączności meldunek obserwatora nie dotarł jednak na czas do admirała Beatty'ego. Po samodzielnej naprawie uszkodzeń załoga porucznika Rutlanda zgłosiła gotowość do wykonania kolejnego lotu rozpoznawczego, ale zły stan morza nie pozwolił już na start. Tymczasem siły główne zbliżały się do siebie, o 15.22 wchodząc w kontakt wzrokowy. W efekcie wcześniejszych błędów w sygnalizacji zespół Beatty'ego uległ rozdzieleniu: 5. Eskadra Pancerników nie wykonała ostatniego zwrotu i przez kilkanaście minut podążała dotychczasowym kursem, oddalającym ją od własnych krążowników liniowych. Zanim jej dowódca, wiceadmirał Hugh Evan-Thomas, zdecydował się podążyć za Beatty'm, odległość pomiędzy nimi wzrosła do 10 mil morskich.

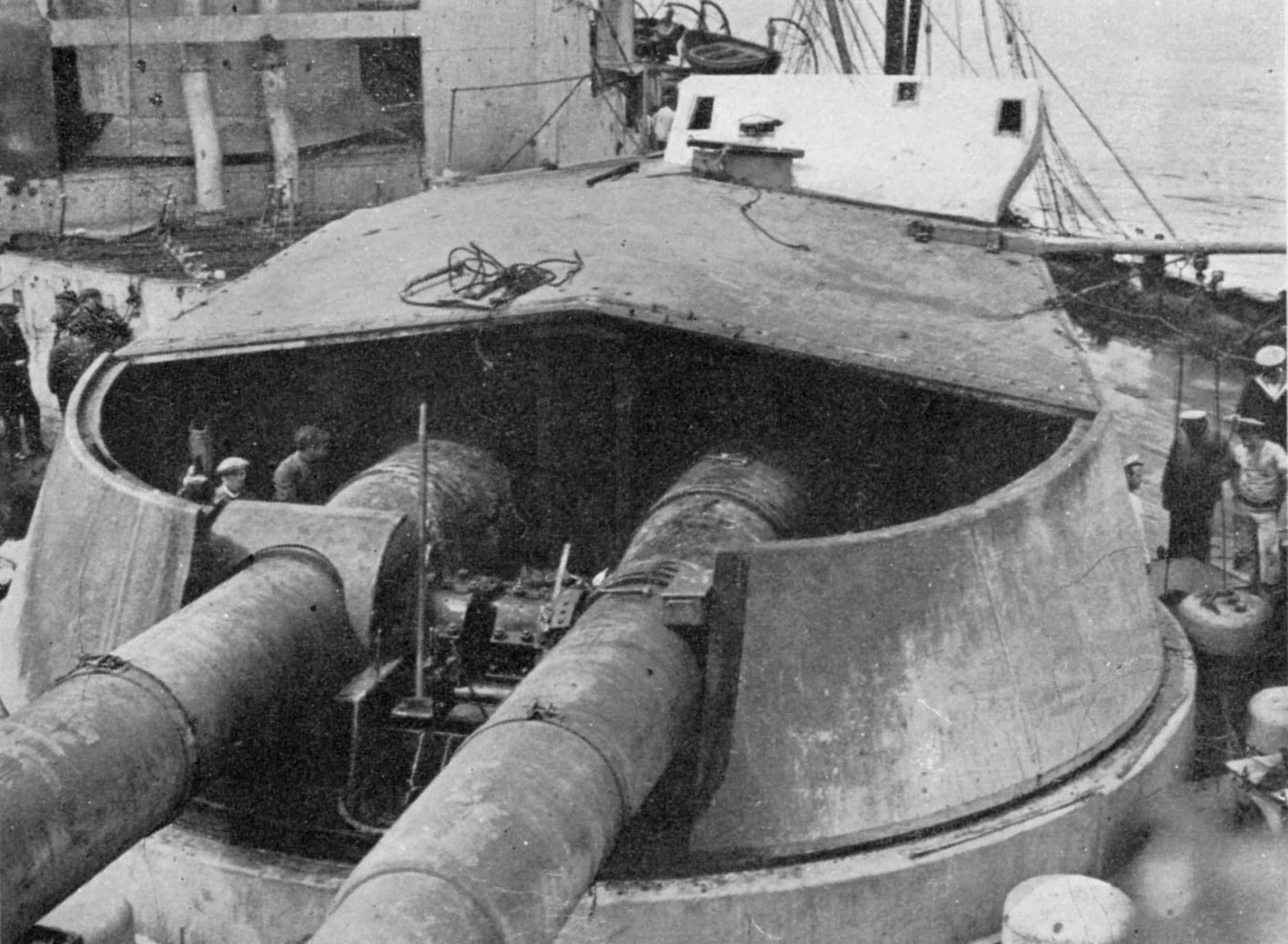
Zniszczona wieża artyleryjska „Liona”

O 15.35 okręty Hippera wykonały zwrot na południe, wprowadzający je na kurs niemal równoległy do Brytyjczyków i uniemożliwiający ewentualne odcięcie odwrotu. Trudne warunki pogodowe dawały Niemcom pewną przewagę: widzieli jednostki przeciwnika na tle jaśniejszego horyzontu, sami zaś pozostawali na zasnutej mgłą części akwenu starcia. O godzinie 15.48 artylerzyści okrętu flagowego admirała Hippera, krążownika liniowego „Lützow”, otworzyli ogień do brytyjskich odpowiedników. Ci odpowiedzieli w pół minuty później. W tej fazie bitwy Brytyjczycy znajdowali się z tyłu za okrętami niemieckimi, ścigając je w kierunku południowym, w stronę sił głównych Hochseeflotte. Wiatr sprawiał dodatkową trudność obserwatorom na jednostkach Royal Navy, kierując dym po wystrzałach pomiędzy nich a przeciwnika. Przy tym, na skutek błędów w sygnalizacji i podziale celów pomiędzy poszczególne jednostki, jeden z okrętów Hippera, „Derfflinger”, nie był w początkowym starciu ostrzeliwany, pomimo przewagi liczebnej Brytyjczyków. W wyniku sprzężenia wielorakich przyczyn ogień niemieckich artylerzystów okazał się znacznie skuteczniejszy. Dwukrotnie trafiony został flagowy „Lion”, także dwukrotnie „Princess Royal”, trzykrotnie „Tiger”. Pierwsze trafienia po drugiej stronie uzyskali dopiero po siedmiu minutach boju artylerzyści „Queen Mary”, cztery razy lokując ciężkie pociski w „Seydlitzu”. Jeden z nich eksplodował w wieży artyleryjskiej na śródokręciu, powodując pożar w magazynach amunicyjnych i zabijając jej obsługę. Tylko dzięki szybkiej reakcji i zalaniu podstaw wieży Niemcy uniknęli eksplozji ładunków. Pomiędzy 16.03 a 16.07 „Lion” otrzymał kolejne cztery trafienia. Tutaj również jeden z pocisków zniszczył wieżę na śródokręciu i spowodował pożar w komorach amunicyjnych. Okręt uratowały: postawa śmiertelnie rannego dowódcy załogi wieży, majora Royal Marines Francisa J. W. Harveya, który rozkazał zatopić komory amunicyjne, oraz przestrzeganie na tym okręcie procedur bezpieczeństwa w operowaniu ładunkami miotającymi. Major Harvey został za ten czyn odznaczony pośmiertnie Krzyżem Wiktorii.

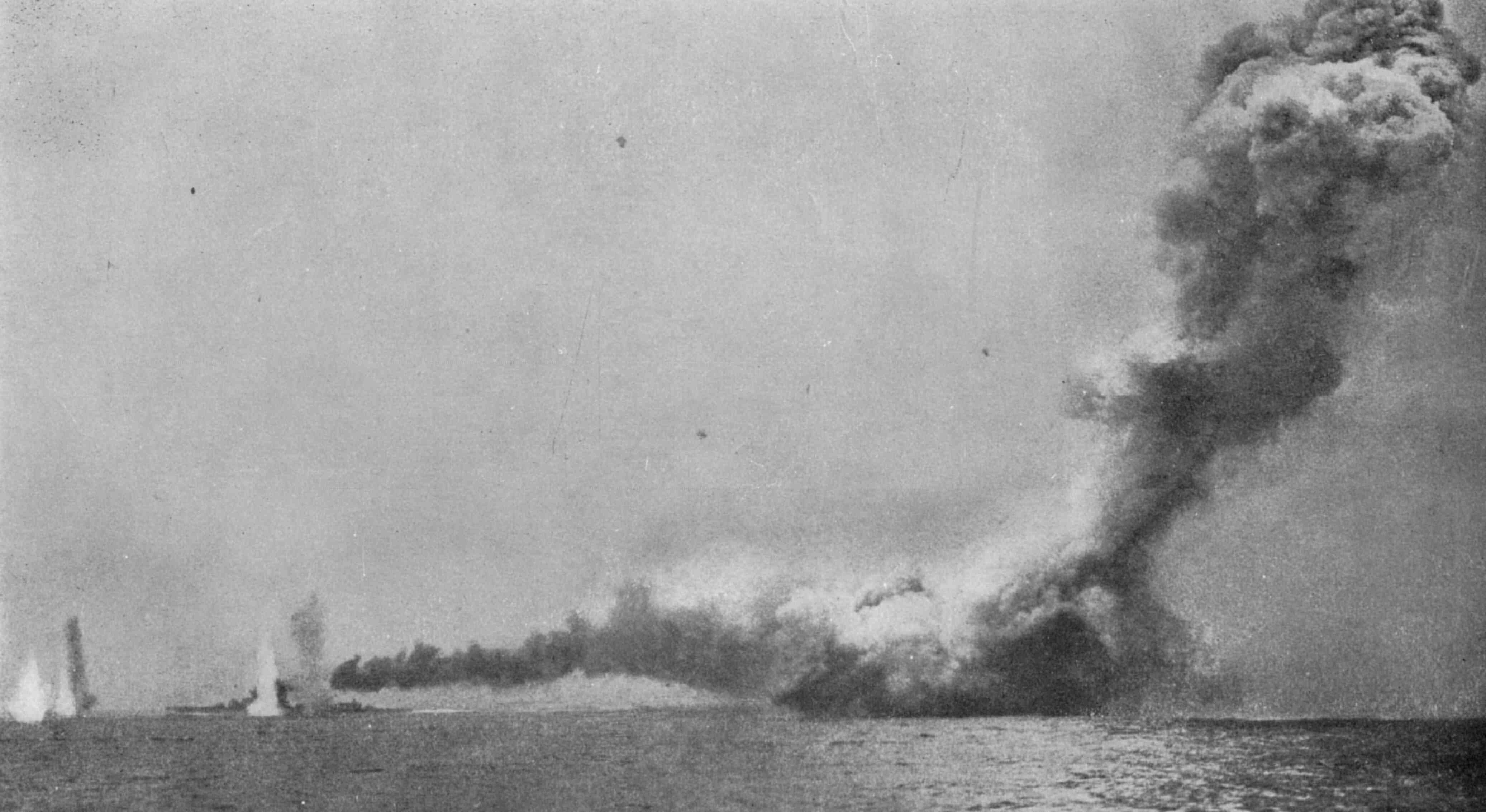
HMS „Queen Mary” wybucha, po lewej nakryty salwą „Lion”

O 16.03 toczący pojedynek artyleryjski z niemieckim „Von der Tannem” krążownik liniowy „Indefatigable” został trafiony i zniszczony w potężnej eksplozji. Błyskawicznie zatonął, zaś z obecnych na pokładzie 1019 marynarzy i pięciu osób cywilnych jedynie dwóch zostało później uratowanych przez niemiecki torpedowiec S 16. Kilka minut później na pole bitwy dotarły cztery pancerniki 5. Eskadry, otwierając celny i skuteczny ogień z dział kal. 381 mm. Uszkodzone ciężkimi (871 kg) pociskami i zmuszone do odwrotu zostały „Von der Tann” i „Moltke”. W pojedynku artyleryjskim na zmniejszającym się dystansie dwa inne niemieckie krążowniki liniowe: „Seydlitz” i „Derfflinger”, skupiły swój ogień na „Queen Mary”. Około godziny 16.25 co najmniej jeden pocisk ciężkiego kalibru, wystrzelony przez artylerzystów „Derfflingera” trafił w okolicę dziobowych wież artyleryjskich armat kal. 343 mm, powodując natychmiastową eksplozję komór amunicyjnych. Tonący okręt został ostatecznie zniszczony przez kolejną eksplozję kordytu, wywołaną prawdopodobnie następnym trafieniem pocisku artyleryjskiego w okolicę wieży na śródokręciu. „Queen Mary” przełamała się wpół i zatonęła o godzinie 16.26 wraz z 1266 oficerami i marynarzami, w tym dowódcą okrętu. Wśród poległych był również japoński obserwator, kmdr Shimomura Chusuke. Kolejne niemieckie salwy obramowały „Princess Royal”, skrywając ją poza zasłoną wody i dymu. Na wieść o zagładzie dwóch ze swoich jednostek, admirał Beatty miał wypowiedzieć do dowódcy „Liona” słynne zdanie: Chatfield, there seems to be something wrong with our bloody ships today („Zdaje się, Chatfield, że coś się źle dzieje dzisiaj z naszymi cholernymi okrętami”).

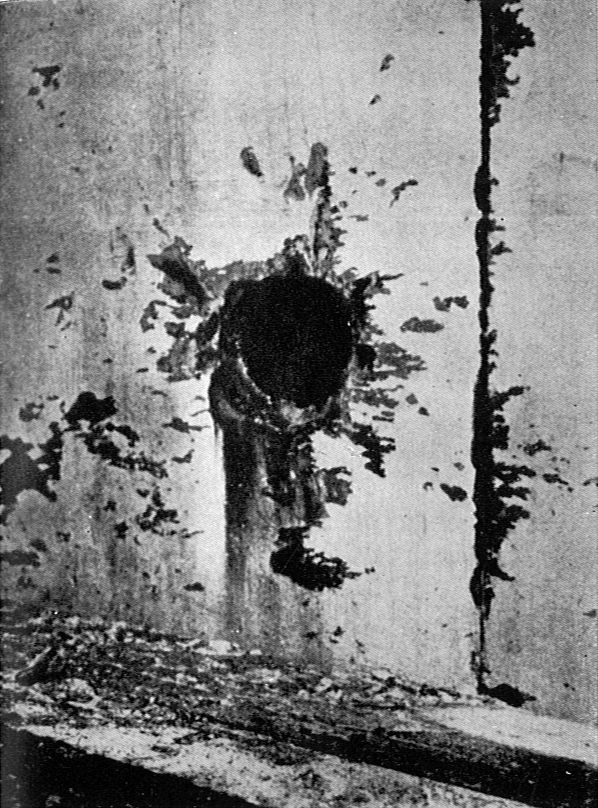
Przebity pancerz „Tigera”

Jeszcze na kilka minut przed 16.00 David Beatty wydał towarzyszącym niszczycielom rozkaz przygotowania się do ataku torpedowego. Około 16.15 dwanaście z nich, podzielonych na trzy dywizjony, ruszyły w kierunku niemieckich krążowników liniowych. W drodze starły się z torpedowcami przeciwnika, osłaniającymi własne jednostki. Jedna z torped wystrzelonych przez niszczyciel „Petard” (lub „Turbulent”) trafiła o 16.57 w kadłub „Seydlitza”. Mimo że do wnętrza okrętu wlało się około 2000 ton wody, uszkodzenia nie były krytyczne i okręt kontynuował walkę w szyku. Pozostałe ciężkie okręty, tak niemieckie jak brytyjskie, uniknęły torped wykonując zwrot. W pojedynku sił lekkich Brytyjczykom udało się jeszcze zatopić dwa torpedowce: V 27 (artylerią) i V 29 (torpedą niszczyciela „Petard”), za cenę utraty dwóch własnych niszczycieli: prowadzącego atak „Nestora” oraz „Nomada”. Dowodzący atakiem z pokładu „Nestora” komandor Edward Bingham został wyratowany przez niemieckie okręty i wzięty do niewoli. Za tę śmiałą akcję uhonorowano go Krzyżem Wiktorii. Brytyjczycy wystrzelili w tym starciu 20 lub 21 torped, a Niemcy – 18 niecelnych.
O 16.38 obserwatorzy na wysuniętym daleko przed zespół brytyjskich krążowników liniowych lekkim krążowniku „Southampton”, okręcie flagowym dowodzącego siłami lekkimi komodora Williama Goodenougha, zauważyli na horyzoncie nadciągające pancerniki Hochseeflotte. Poinformowany o tym drogą radiową admirał Beatty zarządził natychmiastowy zwrot na północ, w kierunku odległych jednostek Grand Fleet. Dysponując jedynie ośmioma okrętami, z których trzy: „Lion”, „Tiger” i „Princess Royal” były już poważnie uszkodzone, nie mógł próbować podjąć pojedynku z 16 nowoczesnymi drednotami admirała Scheera. Większość okrętów wykonała zwrot już pod ostrzałem ciężkich dział niemieckich okrętów liniowych, który szczególnie skupił się na 5. Eskadrze Pancerników. Trzy z czterech jej najnowszych superdrednotów: „Barham”, „Warspite” i „Malaya” zostały trafione w sumie szesnastoma ciężkimi pociskami. Pomimo doskonałego na owe czasy pancerza, wyrządziły one spore szkody. Na „Malaya”, trafionym dwoma pociskami, doszło do pożaru amunicji w prawoburtowej baterii średniego kalibru, który spowodował śmierć lub obrażenia 102 ludzi i o mało nie doprowadził do wybuchu okrętu, gdy dotarł do komory amunicyjnej, lecz został tam opanowany. Po stronie niemieckiej uszkodzony został pancernik „Margraf”, trafione „Seydlitz” i „Derfflinger”. Odwrót zespołu admirała Beatty'ego osłaniany był przez pozostające w tyle krążowniki lekkie komodora Goodenougha oraz dwa niszczyciele: „Onslow” komandora (przyszłego admirała i dowódcy Home Fleet) Johna C. Toveya i „Moresby” komandora Rogera V. Alisona, które ściągnęły na siebie ogień części niemieckich okrętów.
Ścigająca Beatty'ego 1. Grupa Rozpoznawcza Franza Hippera wpadła o 17.55 pod ostrzał brytyjskich krążowników liniowych i pancerników 5. Eskadry. W tym pojedynku brytyjskim celowniczym sprzyjały warunki pogodowe: mieli przed sobą dobrze widocznego przeciwnika, podczas gdy ich okręty pozostawały na tle zachodzącego słońca, które oślepiało niemieckich artylerzystów. Ponownie trafione zostały „Lützow”, „Derfflinger” i „Seydlitz”, tego ostatniego ogarnął pożar. Hipper został zmuszony do przerwania pościgu i powrotu pod osłonę pancerników Hochseeflotte, tracąc w ten sposób możliwość wcześniejszego wykrycia nadciągającej Grand Fleet.

### Bitwa sił głównych

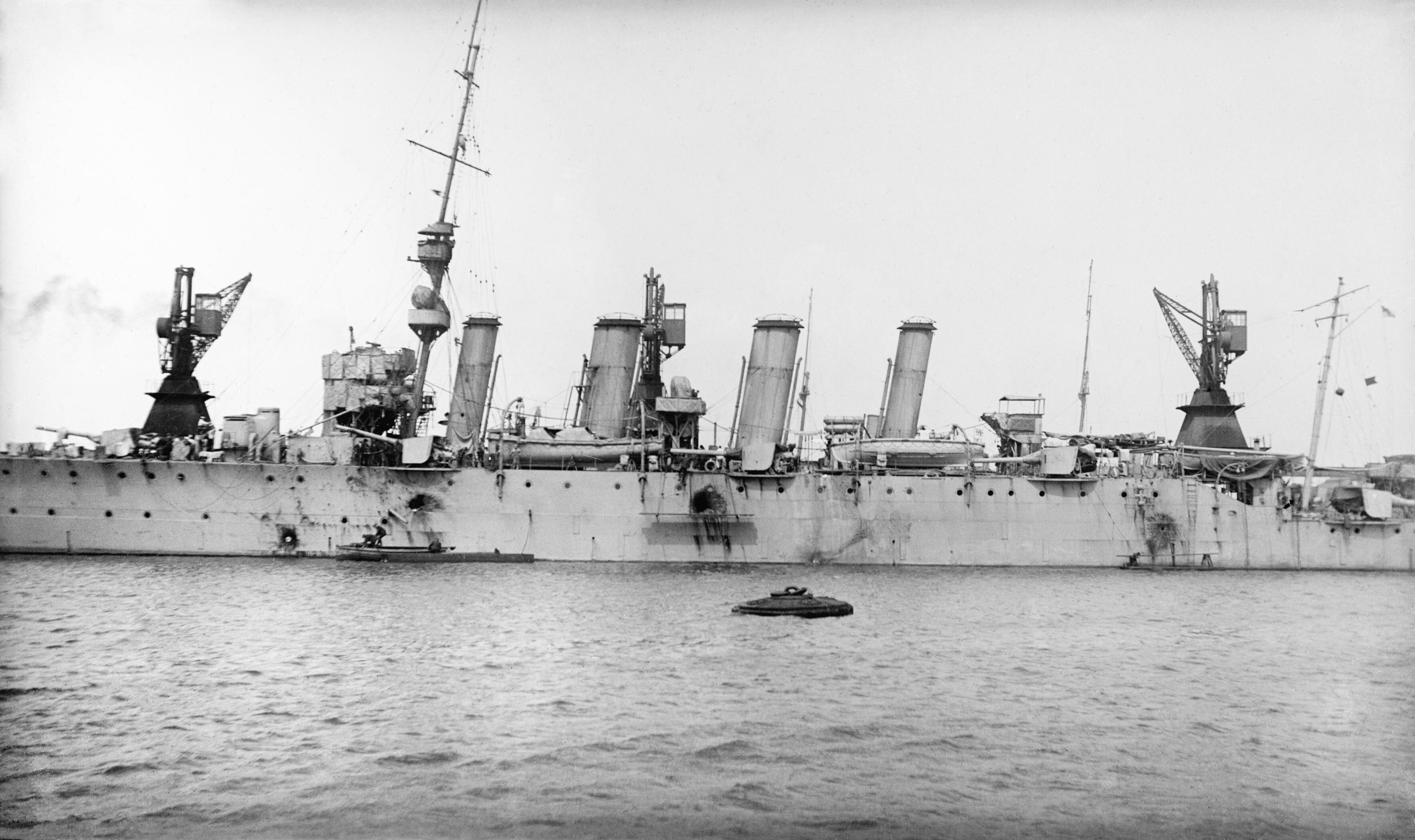
Uszkodzenia „Chestera”

O 16.05 admirał Jellicoe rozkazał dowodzącemu pozostającą tymczasowo w składzie Grand Fleet 3. Eskadrą Krążowników Liniowych kontradmirałowi Horace'owi Hoodowi zwiększenie prędkości i dołączenie do admirała Beatty'ego. Dotychczas głównodowodzący brytyjską flotą liniową wciąż nie otrzymał meldunków, wystarczających do zobrazowania sytuacji, pomimo że okręty Beatty'ego były już zaangażowane w walkę. Dopiero meldunki komodora Goodenougha z 16.30 i 17.00 wyjaśniły mu, że ma przed sobą większość sił Hochseeflotte, w odległości około 50 mil morskich. O 17.33 krążownik pancerny „Black Prince” z 1. Eskadry Krążowników Grand Fleet nawiązał kontakt wzrokowy z krążownikiem lekkim „Falmouth” z zespołu rozpoznania Floty Krążowników Liniowych. W tym czasie płynący w awangardzie eskadry admirała Hooda krążownik lekki „Chester” natknął się na jednostki niemieckie. Ostrzelany przez posiadających przewagę liczebną przeciwników, z rozbitymi działami, mając na pokładzie 29 zabitych i 49 rannych, zawrócił, uchodząc w kierunku własnych jednostek. Jednym z poległych na jego pokładzie był 16-letni kadet artylerzysta John Cornwell, który za swą postawę został pośmiertnie odznaczony Krzyżem Wiktorii. Trzy krążowniki liniowe kontradmirała Hooda otworzyły ogień do niemieckich krążowników lekkich. Jego skutkiem było rozbicie „Wiesbadena” oraz uszkodzenie „Pillau” i „Frankfurta”. Zaraz potem stały się celem ataku torpedowego niemieckich sił lekkich, który wymanewrowały skutecznymi zwrotami. Przeprowadzające kontratak cztery niszczyciele brytyjskie, dowodzone przez komandora Loftusa Jonesa na „Sharku” dostały się z kolei pod skoncentrowany ogień okrętów 1. Grupy Rozpoznawczej admirała Hippera. „Shark” został unieruchomiony i wkrótce zatopiony torpedą torpedowca S 54, pociągając za sobą większość załogi. Jego poległy dowódca również został pośmiertnie uhonorowany Krzyżem Wiktorii. Drugi z atakujących niszczycieli, „Acasta”, odniósł poważne uszkodzenia.
O 18.00 wycofujące się krążowniki liniowe Davida Beatty'ego zostały zauważone z pancerników Grand Fleet. Mając jaśniejszy obraz sytuacji taktycznej, admirał Jellicoe nakazał o 18.15 rozwinięcie swej floty w szyk torowy, przygotowując się do klasycznego starcia artyleryjskiego. Na akwenie pomiędzy zbliżającymi się do siebie flotami liniowymi trwał w tym czasie szereg pomniejszych starć. Tuż przed 18.00 1. Eskadra Krążowników kontradmirała Roberta Arbuthnota ruszyła w pościg za niemieckimi krążownikami lekkimi. Przepływając obok, ostrzelały unieruchomionego „Wiesbadena”, lecz chwilę później same dostały się pod skoncentrowany ogień pancerników Hochseeflotte. Flagowy „Defence” eksplodował o 18.20 i natychmiast zatonął wraz z całą załogą. Płynący za nim „Warrior”, uniknąwszy jakoś staranowania przez „Liona”, został wielokrotnie trafiony i również bliski był zatonięcia. Uratowało go wpłynięcie pomiędzy niego a flotę niemiecką uszkodzonego pancernika „Warspite”, który, mając zablokowane urządzenie sterowe, zataczał niekontrolowane kręgi. Ogień części okrętów Scheera skupił się na ważniejszym celu. „Warspite”, trafiony przez 13 kolejnych pocisków, dzięki wysiłkom załogi odzyskał wreszcie sterowność i, po opuszczeniu pola bitwy, skierował się do Rosyth. Niemcy byli zresztą przez długi czas przekonani o jego zatonięciu. W tym czasie odniósł poważne uszkodzenia również trzeci krążownik pancerny 1. Eskadry, „Black Prince”. Zamieniony w bezwładny wrak, był jeszcze kilkakrotnie celem dla niemieckich artylerzystów podczas kolejnych faz bitwy, by wreszcie zatonąć z całą załogą.

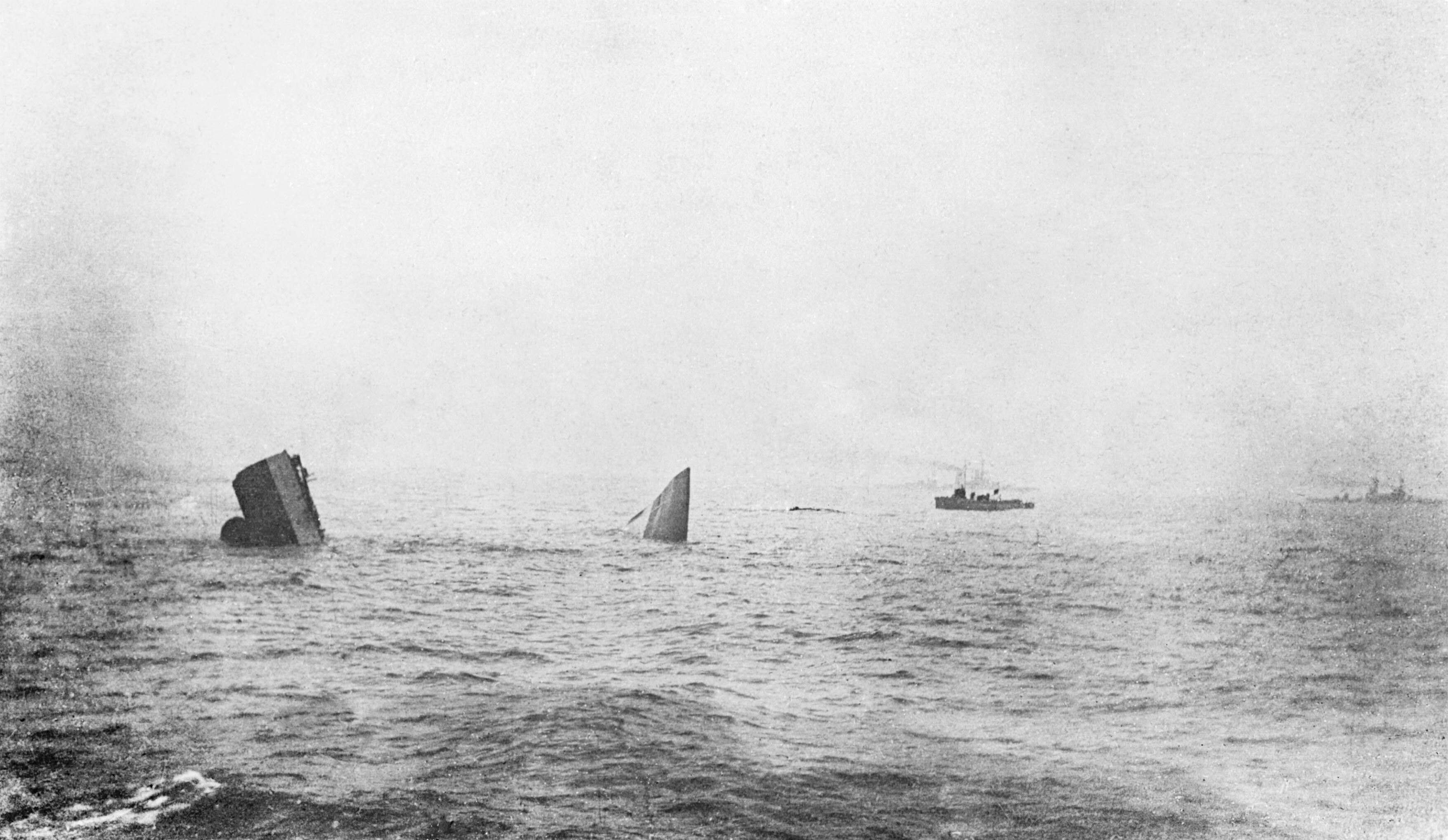
Tonący HMS „Invincible”

W toczącym się równolegle starciu krążowników liniowych brytyjscy artylerzyści uzyskali kolejne trafienia na „Seydlitzu”, „Derfflingerze” i „Lützowie”, ale ponieśli także następną stratę: salwy dwóch ostatnich spowodowały eksplozję na okręcie flagowym kontradmirała Hooda, „Invincible” i jego zatonięcie wraz z 1026 członkami załogi. Zaledwie jednego oficera i pięciu marynarzy uratował później niszczyciel „Badger”. O 18.17 zaczęły strzelać działa pancernika „Marlborough”, jako pierwszego w rozwiniętej linii Grand Fleet. Admirał Jellicoe dążył do postawienia „poprzeczki nad T” w stosunku do szyku Hochseeflotte, co dałoby mu zdecydowaną przewagę ogniową i szansę zniszczenia przeciwnika. Ponieważ admirał Scheer nie zdążył jeszcze wówczas rozwinąć linii, jedynie jego czołowe okręty mogły odpowiedzieć salwami z dział dziobowych. W efekcie Brytyjczycy uzyskali pojedyncze trafienia na kilku niemieckich drednotach (najbardziej ucierpiał „König”), sami zaś nie ponieśli w tej fazie starcia żadnych strat. Ich okręty zaczęły otaczać flotę przeciwnika. Znajdujący się w taktycznie znacznie gorszej pozycji niemiecki dowódca nakazał o 18.35 przeprowadzenie zwrotu bojowego na prawą burtę. Manewr ten, wykonywany przez zespół Hochseeflotte po raz pierwszy w warunkach bojowych, polegał na zawracaniu kolejnych jednostek od tyłu szyku, co pozwalało na ich szybkie wyjście ze styczności z przeciwnikiem. Jednocześnie niemieckie torpedowce postawiły zasłonę dymną. W ciągu mniej niż pięciu minut całość floty cesarskiej zawróciła w kierunku zachodnim, oddalając się od Grand Fleet i znikając w dymie i mgle. W tym czasie kilka torpedowców przeprowadziło również nieskuteczny atak torpedowy na czołowe okręty Grand Fleet. Jeden z nich, V 48, został trafiony ciężkim pociskiem i pomimo prób uratowania go zatonął z dużymi stratami w ludziach. Jego dowódca, Friedrich Eckoldt, został w III Rzeszy uhonorowany nazwaniem od jego imienia jednego z niszczycieli. W ślad za Hochseeflotte płynęły również okręty 1. Grupy Rozpoznawczej, z wyjątkiem „Lützowa”, który, bliski zatonięcia, podążał w kierunku południowym. Admirał Hipper przeszedł z niego na pokład torpedowca G 39, by po dwóch godzinach podjąć dowodzenie z pokładu „Moltke”, najmniej postrzelanego ze swych okrętów.

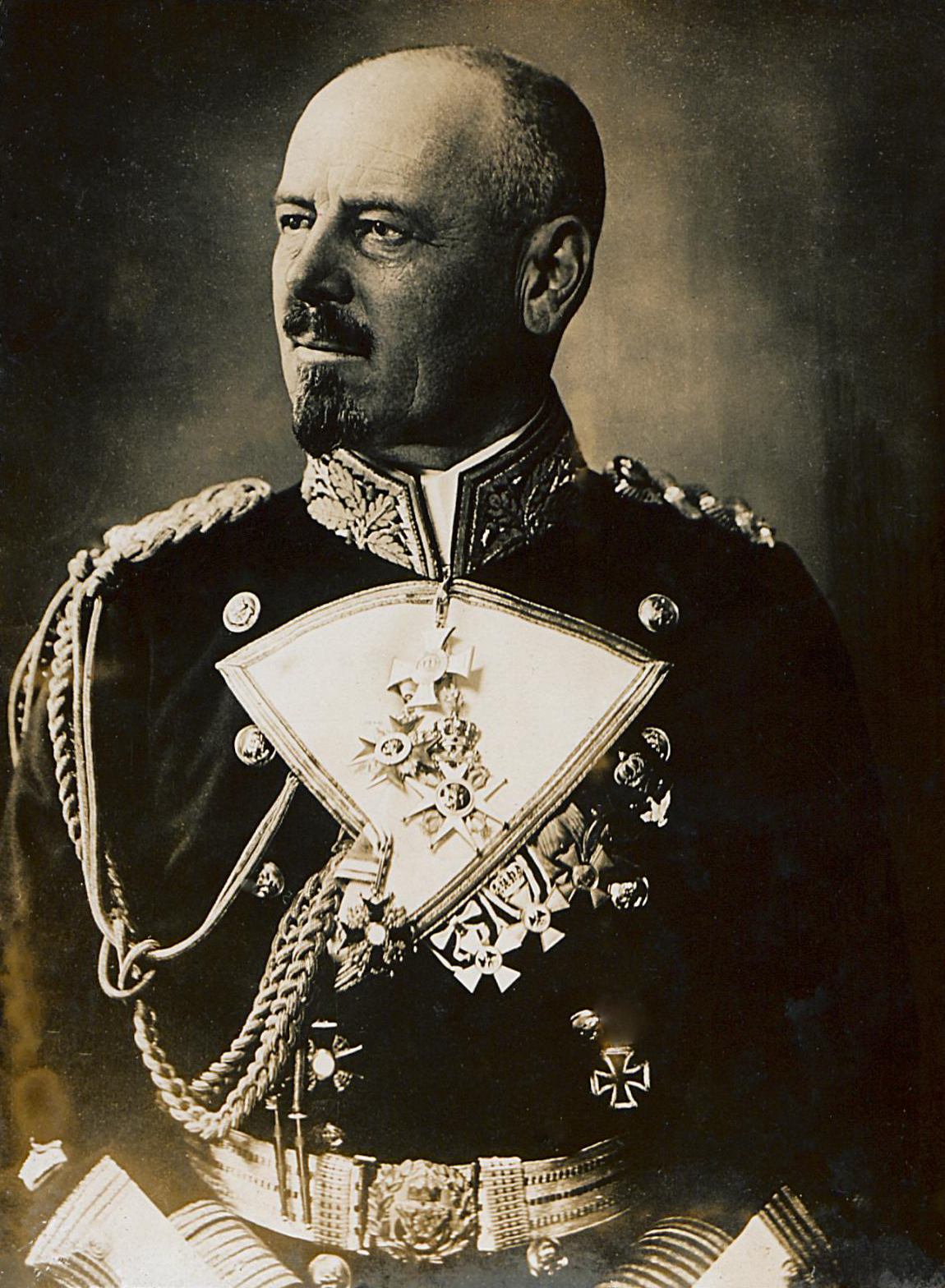
Wiceadmirał Franz von Hipper

Po wykonaniu zwrotu przez flotę niemiecką, admirał Jellicoe przez kilkanaście decydujących minut nie miał pewnych informacji o bieżącej sytuacji. Potem nakazał zwrot na południowy wschód, a o 18.55 na południe. W ten sposób stworzył przeciwnikowi możliwość przedarcia się do własnych baz. Brytyjski dowódca obawiał się, że płynąc w ślad za Hochseeflotte może spotkać się z kontratakiem torpedowców, okrętów podwodnych lub wpłynąć na postawione przy odwrocie miny. W tym mniemaniu utwierdziło go uszkodzenie pancernika „Marlborough”, prawdopodobnie przez torpedę wystrzeloną z wciąż walczącego „Wiesbadena” (lub tonącego V 48), co jednak w zamęcie bitewnym było trudne do ustalenia. Jednocześnie admirał Scheer podjął niezwykle ryzykowną decyzję dokonania kolejnego zwrotu i ruszenia wprost na okręty brytyjskie. Liczył przy tym na wprowadzenie zamętu w ich szyku i uratowanie pozostawionego na polu wcześniejszej bitwy krążownika „Wiesbaden”. On również nie znał dokładnej pozycji Grand Fleet, ponieważ prowadzące działania rozpoznawcze na rzecz floty krążowniki lekkie wiceadmirała Friedricha Bödickera nie potrafiły jej zlokalizować, podobnie zresztą jak ich brytyjskie odpowiedniki straciły kontakt wzrokowy z Hochseeflotte. Kilka minut po 19.00 czołówka okrętów niemieckich: krążowniki liniowe Hippera i 3. Eskadra Pancerników admirała Paula Behnckego weszły w pole widzenia obserwatorów brytyjskich. Po raz drugi tego popołudnia Grand Fleet znalazła się w pozycji „poprzeczki nad T”, mogąc strzelać pełnymi salwami burtowymi do pojawiających się jednostek przeciwnika. Brytyjscy artylerzyści zanotowali dużą liczbę trafień, dość poważnie uszkodzone zostały między innymi drednoty „König” i „Großer Kürfirst”, po stronie brytyjskiej dwa celne pociski ugodziły jedynie „Colossusa”.
Aby oderwać się od przeciwnika, admirał Scheer postanowił zaryzykować swoje krążowniki liniowe i o 19.13 wydał im często później cytowany rozkaz do ataku: Gefechtswendung rein in der Feind! Ran! Symbolizowany w kodzie flagowym przez literę „R” nakazywał atak do samego końca bez względu na konsekwencje. W zastępstwie wciąż nieobecnego Hippera, poprowadził go komandor Johannes Hartog, dowódca „Derfflingera”. Jego cztery uszkodzone okręty ruszyły w stronę floty brytyjskiej, narażając się na ostrzał ze wszystkich dział i umożliwiając reszcie Hochseeflotte ucieczkę. Prowadzący „Derfflinger” otrzymał wkrótce szereg trafień, między innymi w obydwie rufowe wieże artyleryjskie, które zostały rozbite. Zginęła przy tym większość ich obsługi. Szczęśliwie używane przez Niemców ładunki miotające okazały się bezpieczniejsze od brytyjskich, ponieważ pomimo zajęcia się ogniem, nie eksplodowały. Jeden z pocisków trafił w pancerne stanowisko dowodzenia, ale nie przebił dobrze zaprojektowanego pancerza. Także „Seydlitz” i „Von der Tann” odniosły w ciągu tego kwadransa kolejne uszkodzenia, najmniej ucierpiał „Moltke”. O 19.17 admirał Scheer zmienił swój rozkaz, umożliwiając krążownikom liniowym zejście z linii ognia. W ślad za nimi do ataku na pancerniki Grand Fleet ruszyły torpedowce. Za cenę jednego okrętu, S 35, udało im się wprowadzić chaos w szyki brytyjskie. Admirał Jellicoe nakazał zwrot dla uniknięcia torped w stronę przeciwną od atakujących okrętów, co oddaliło go od przeciwnika. Dzięki temu kilka pancerników brytyjskich z trudem wymanewrowało torpedy. Około 19.40 Niemcom udało się zerwać kontakt i ponownie schronić we mgle. Pozostawiony samotnie, unieruchomiony „Wiesbaden” zatonął ostatecznie około godziny 2.45. Z 590 członków załogi uratował się jedynie palacz Hugo Zenne, wśród poległych był także poeta Johann Kinau, znany pod pseudonimem Gorch Fock.

### Nocne potyczki i odwrót Hochseeflotte

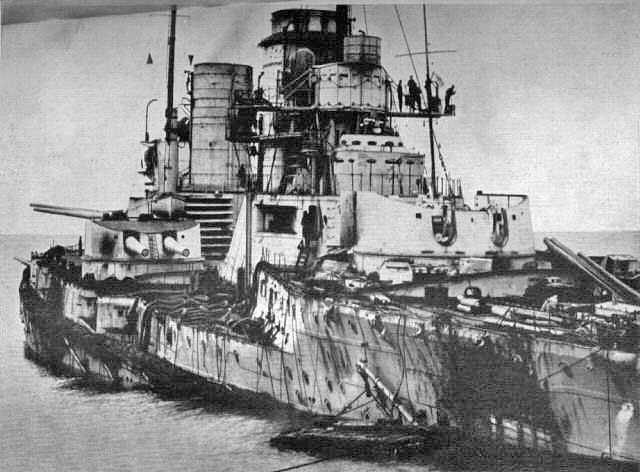
„Seydlitz” po bitwie jutlandzkiej

Po raz kolejny w Grand Fleet zawiodła łączność. Te jednostki, które wciąż widziały flotę niemiecką na tle zachodzącego słońca, nie powiadomiły głównodowodzącego o jej ruchach. Dopiero po kilkunastu minutach admirał Jellicoe rozkazał obrać kurs południowo-zachodni, w pościgu za uchodzącą Hochseeflotte. Ta już od pewnego czasu płynęła kursem południowym, co około 20.20 doprowadziło do spotkania, w zapadających ciemnościach, sił rozpoznawczych obu stron. W krótkim pojedynku artyleryjskim dwoma pociskami trafiony został niemiecki krążownik lekki „München”, po czym obie strony wezwały na pomoc płynące w pobliżu krążowniki liniowe. W ten sposób doszło do ostatniego w bitwie starcia pomiędzy okrętami admirałów Hippera (którymi wciąż dowodził komandor Hartog) i Beatty'ego. Tym razem artylerzyści brytyjscy okazali swą wyższość: „Derfflinger” otrzymał trafienie z „Liona”, które czasowo unieruchomiło jego ostatnią wieżę artyleryjską, „Seydlitz” został trzykrotnie uderzony przez pociski z „New Zealand” (prawdopodobnie, chociaż jeden z autorów wyraża wątpliwości, czy artylerzystom „New Zealand” można zaliczyć jakiekolwiek trafienia podczas bitwy jutlandzkiej, a inny przypisuje te trzy trafienia „Seydlitza” pancernikom „Hercules” i „St. Vincent”). Po kilkunastu minutach niemieckie krążowniki wykonały zwrot i schroniły się w ciemnościach. Brytyjskie jednostki przeniosły ogień na znajdującą się w pobliżu 2. Eskadrę Pancerników kontradmirała Franza Mauvego. Trafione zostały „Schleswig-Holstein”, „Pommern” i „Hessen”, po czym również te przeddrednoty wykonały unik i schroniły się w ciemnościach.
Jeszcze przed 21.00 okręty niemieckie były atakowane przez 4. Eskadrę Krążowników Lekkich komodora Charlesa E. Le Mesuriera oraz niszczyciele 11. Flotylli komodora Jamesa R. P. Hawksleya. Dwa lekkie krążowniki: „Caroline” oraz „Royalist” utrzymały kontakt wzrokowy z przedrednotami 2. Eskadry i zameldowały ich pozycję idącemu wtedy na czele szyku Grand Fleet wiceadmirałowi Martynowi Jerramowi na „King George V”. Ten jednak uznał, że chodzi tu o krążowniki liniowe Beatty'ego i nie zmienił kursu, idąc wciąż równolegle do wyprzedzającej go Hochseeflotte. Według świadectw, dowodzący 2. dywizjonem jego eskadry kontradmirał Arthur Leveson na „Orionie” był naciskany przez młodszych oficerów swego sztabu do złamania szyku i bezzwłocznego ruszenia na przeciwnika, ale nie odważył się na to mówiąc, że rozkazano mu podążać za poprzedzającymi okrętami a on zamierza dotrzymywać rozkazów. Gdy zapadła noc, obie długie linie pancerników płynęły mniej więcej równolegle, kursem południowym, około 50 mil morskich od wybrzeży duńskich, przy czym uformowana w cztery kolumny Grand Fleet znajdowała się na wschód od Hochseeflotte, blokując jej swobodny dostęp do baz. Scheer zmierzał w kierunku kanału pomiędzy polami minowymi w rejonie Horns Rev, z maksymalną prędkością 16 węzłów, jaką mogły rozwinąć przedrednoty 2. Eskadry, najpowolniejsze jednostki jego floty. Zamierzał przy tym przejść za rufami Brytyjczyków, w ich śladzie torowym.

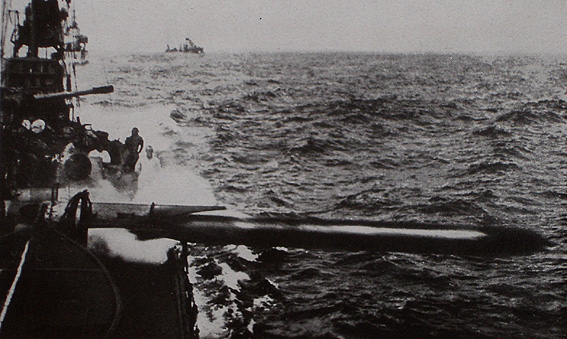
Strzał torpedowy z niemieckiego niszczyciela

W ciemnościach obie floty przegrupowały się, przyjmując szyk marszowy, przy czym znalazły się one tak blisko siebie, że z pokładów okrętów niemieckich zauważono wymianę sygnałów pomiędzy Brytyjczykami, nie odważając się jednak na otwarcie ognia i zdradzenie swojej pozycji. Obaj dowódcy chcieli uniknąć bitwy nocnej, ale przedsięwzięli kroki ofensywne przy użyciu sił lekkich. Niemieckie torpedowce, wysłane w kierunku Grand Fleet dla przeprowadzenia kolejnego ataku, rozminęły się z celem i, nie ryzykując dostania się w zasięg ciężkich dział brytyjskich, zawróciły by rankiem wpłynąć do portu w Kilonii. Druga grupa torpedowców została omyłkowo ostrzelana przez własne pancerniki, szczęśliwie dla nich niecelnie, by około 22.00 wdać się w krótką potyczkę z niszczycielami brytyjskimi, bez strat po obydwu stronach. Niemal w tym samym czasie krążowniki 2. Grupy Rozpoznawczej admirała Bödickera skutecznie zaatakowały ogniem artyleryjskim okręty brytyjskiej 11. Flotylli Niszczycieli. Poważnie uszkodzony został lider flotylli, lekki krążownik „Castor”. Po stronie niemieckiej niegroźnie trafiony został jedynie „Hamburg”. Około 22.15 natknęły się na siebie w ciemnościach krążowniki lekkie 2. Eskadry komodora Goodenougha i 4. Grupy Rozpoznawczej komodora Ludwiga von Reutera. W wyniku krótkiej, ale bardzo gwałtownej wymiany ognia na dystansie około 1500 metrów po stronie brytyjskiej poważne uszkodzenia i duże straty w ludziach poniosły „Southampton” i „Dublin”, zaś Niemcy stracili storpedowany „Frauenlob” oraz 321 członków jego załogi. Wszystkie te potyczki toczyły się na tyłach formacji Grand Fleet, ale admirał Jellicoe przekonany, że wciąż ma przeciwnika przed sobą, kontynuował w ciemnościach pościg w kierunku południowym, licząc na dopadnięcie Niemców i rozegranie walnej bitwy o świcie. Po 22.00 odesłał towarzyszący mu dotychczas niszczyciel-stawiacz min „Abdiel”, by postawił zagrodę minową w rejonie latarniowca Horns Rev, a następnie powrócił do Rosyth.

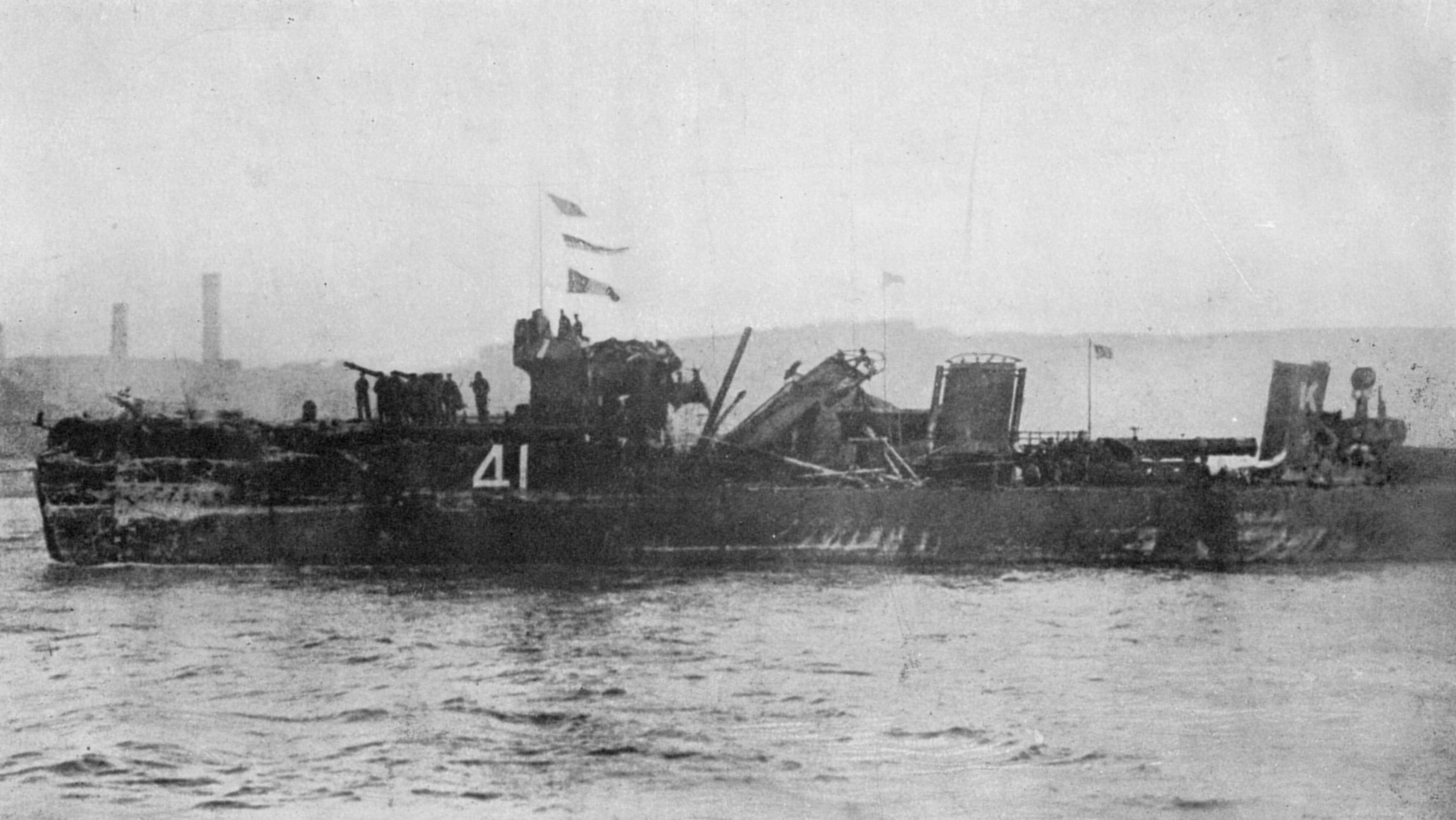
„Spitfire” po dotarciu do portu 2 czerwca

Około 23.15 brytyjska 4. Flotylla Niszczycieli (12 jednostek), dowodzona przez komandora Charlesa J. Wintoura na „Tipperary”, znajdująca się na zachodnim skrzydle Grand Fleet, natknęła się na trzy krążowniki niemieckiej 2. Grupy Rozpoznawczej. Czołowy niszczyciel brytyjski, na którym skupił się ogień przeciwnika, stanął w ogniu i wkrótce zatonął wraz z niemal całą załogą. Pozostałe przeprowadziły atak torpedowy. Okręty niemieckie zawróciły w kierunku własnych pancerników, przy czym wykonujący unik krążownik „Elbing” został o godzinie 0.30 uderzony w prawą burtę przez drednot „Posen”. Utrzymujący się na wodzie, lecz nieruchomiony, został wkrótce opuszczony przez załogę i samozatopiony nad ranem. Inny z niemieckich drednotów, „Nassau”, staranował brytyjski niszczyciel „Spitfire”. Mocno uszkodzona jednostka brytyjska utrzymała się jednak na powierzchni i zdołała dopłynąć do portu 2 czerwca. Także „Nassau” odniósł uszkodzenia, które zmniejszyły jego prędkość do 15 węzłów. Pozostałe niszczyciele 4. Flotylli wycofały się, by w mniej niż godzinę później ponownie zaatakować okręty niemieckie. Trafiony torpedą „Rostock” został wzięty na hol przez jeden z torpedowców i ostatecznie samozatopiony kilka godzin później, po opuszczeniu przez załogę. Spośród brytyjskich niszczycieli zatopione zostały „Ardent”, „Fortune” i „Sparrowhawk”. Ten ostatni, po kolizji z liderem „Broke”, został wzięty na hol przez „Marksmana”, ale po zerwaniu drugiej liny holowniczej zdjęto z niego załogę i zatopiono.
40 minut po północy w kolejnym starciu brytyjskich sił lekkich z niemieckimi pancernikami zatopiony został „Turbulent” a poważnie uszkodzony „Porpoise”. W tym samym czasie niemieckie okręty natknęły się na dryfujący wrak krążownika „Black Prince” i ostrzelały go, zatapiając wraz z całą, liczącą 857 osób, załogą. Przedzierające się za linią sił głównych Grand Fleet pancerniki Hochseeflotte były wówczas widziane z pokładów niektórych jednostek 5. Eskadry Pancerników admirała Evan-Thomasa, ale bez jakiejkolwiek reakcji z jego strony. Przed świtem znajdująca się już na wschód od zespołu brytyjskiego Hochseeflotte została zauważona i zaatakowana przez niszczyciele 12. Flotylli komandora Anselana J. B. Stirlinga. Torpeda z prowadzącego szyk „Falknoura” lub podążającego za nim „Onslaughta” trafiła w burtę przeddrednota „Pommern”, powodując eksplozję amunicji i natychmiastowe przełamanie się i zatonięcie jednostki, na której zginęło 839 (według innego źródła 844) członków załogi. Spośród niszczycieli 12. Flotylli jedynie dwa odniosły uszkodzenia od pocisków niemieckich. Przed nadejściem świtu również płynący z trudem na południe krążownik liniowy „Lützow”, z obawy przed ewentualnym zagarnięciem go przez Brytyjczyków, musiał zostać opuszczony przez załogę i zatopiony torpedami asystujących mu niszczycieli. Jednak trzon Hochseeflotte dotarł już do kanału pomiędzy polami minowymi i mógł bezpiecznie schronić się za nimi uciekając przed Grand Fleet. Rankiem na kotwicowisko u ujścia Jade dotarły krążowniki liniowe admirała Hippera (z wyjątkiem mocno uszkodzonego „Seydlitza”, którego obciążony wodą kadłub utknął na mieliźnie i ściągnięto go dopiero następnego dnia), a wkrótce po nich reszta okrętów. Pancernik „Ostfriesland” został przy tym uszkodzony po wejściu na minę. Widząc bezskuteczność pościgu i zdając sobie sprawę z niebezpieczeństwa wejścia na pole minowe bądź przed wyrzutnie patrolujących U-Bootów, admirał Jellicoe podjął decyzję o zaprzestaniu pościgu i powrocie do baz. Przez kilka kolejnych godzin flota brytyjska krążyła jeszcze u brzegów Jutlandii w poszukiwaniu ewentualnych niemieckich maruderów, potem skierowała się przez akwen wcześniejszej bitwy do Rosyth i Scapa Flow, gdzie dotarła 2 czerwca.

## Podsumowanie
Podczas bitwy jutlandzkiej życie straciło, według większości nowszych źródeł, 8645 marynarzy: 6094 brytyjskich i 2551 niemieckich. Liczba rannych po obydwu stronach była zbliżona i wynosiła odpowiednio 674 i 507 (niektóre źródła podają nieco inne liczby). Ponadto 177 Brytyjczyków trafiło do niewoli, nie ma danych o ewentualnych jeńcach niemieckich. Wiele okrętów zatonęło wraz z niemal całymi lub wręcz kompletnymi załogami: zagłada brytyjskich „Indefatigable”, „Queen Mary”, „Invincible”, „Defence” i „Black Prince” czy niemieckich „Pommern” i „Wiesbaden” spowodowała większość powyższych strat osobowych. Ogółem zatonęło 25 okrętów: 14 brytyjskich i 11 niemieckich. Były to: po stronie Royal Navy trzy wymienione powyżej krążowniki liniowe, trzy krążowniki pancerne (oprócz powyższych także „Warrior”, który zatonął po przejściu załogi na pokład transportowca wodnosamolotów „Engadine”) oraz osiem niszczycieli („Ardent”, „Fortune”, „Nestor”, „Nomad”, „Shark”, „Sparrowhawk”, „Tiperrary” i „Turbulent”); po stronie Kaiserliche Marine krążownik liniowy „Lützow”, przeddrednot „Pommern”, lekkie krążowniki „Elbing”, „Frauenlob”, „Rostock” i „Wiesbaden” oraz niszczyciele V 4, V 27, V 29, S 35 i V 48.
Jednak, pomimo znacznych strat, marynarka brytyjska zachowała gotowość bojową i zdolność do natychmiastowego wyjścia w morze, czego nie można powiedzieć o flocie cesarskiej. Poważne uszkodzenia wyłączyły ze służby na dłuższy czas wszystkie, poza „Moltkem”, niemieckie krążowniki liniowe. „Seydlitz”, który powrócił w ujście Jade mając ponad 5000 ton wody w kadłubie, pozostawał w doku do 16 września, „Derfflinger” do połowy października. Spośród jednostek brytyjskich poważniejsze były uszkodzenia „Princess Royal”, która powróciła do linii 15 lipca, „Liona”, początkowo używanego bez wieży śródokręcia, dostarczonej przez koncern Armstronga i zainstalowanej dopiero we wrześniu oraz „Warspite”, który opuścił stocznię w drugiej połowie lipca.

## Po bitwie
Obydwie strony ogłosiły swoje zwycięstwo, mimo iż w istocie żadna nie osiągnęła zakładanych celów. Dowódcy obu stron zostali odznaczeni najwyższymi medalami, tak swoich krajów, jak i sojuszniczych. Taktyczne zwycięstwo odnieśli Niemcy, tracąc mniej okrętów i poległych marynarzy. Tym niemniej strategiczną korzyść z przebiegu bitwy miała przede wszystkim Royal Navy, która zachowała panowanie na wodach europejskich. Kaiserliche Marine prowadziła do końca wojny jedynie nieliczne i ograniczone działania sił nawodnych, wracając do strategii nieograniczonej wojny podwodnej. Złożyły się na to zarówno świadomość materialnej przewagi floty brytyjskiej (od 1917 roku wzmocnionej dodatkowo eskadrą amerykańskich drednotów) nad niemiecką, jak i paniczny lęk cesarza Wilhelma przed kolejną wielką bitwą. Zagrożenie dla brytyjskich linii komunikacyjnych zmalało dopiero po przystąpieniu Stanów Zjednoczonych do działań wojennych i wprowadzeniu systemu konwojów.
Zdecydowanie lepiej wykorzystała bitwę pod względem propagandowym strona niemiecka, stwierdzając zarówno wielkie zwycięstwo swojej floty, jak i topiąc w komunikatach więcej okrętów niż w rzeczywistości. Cesarz Wilhelm już 5 czerwca wizytował bazę w Wilhelmshaven i flagowy okręt admirała Scheera, którego awansował do stopnia odpowiadającego pozycji Hindenburga w wojskach lądowych. Także w okresie międzywojennym pamięć bitwy na Skagerraku była celebrowana w Republice Weimarskiej i III Rzeszy. W nazwach okrętów upamiętniono admirałów Scheera i Hippera („Admiral Scheer” i „Admiral Hipper”), od trzech dowódców torpedowców poległych w bitwie pochodziły nazwy trzech niszczycieli Kriegsmarine („Friedrich Eckoldt”, „Erich Steinbrinck” oraz „Friedrich Ihn”), czwarty „Anton Schmitt” nazwano na cześć bosmanmata krążownika „Frauenlob”, który do końca prowadził ogień z pokładu tonącego okrętu. Reprezentacyjny jacht admirała Raedera, który 31 maja 1916 roku pełnił funkcję oficera sztabowego kontradmirała Hippera, nosił nazwę „Skagerrak”.

Brytyjczycy przy znacznych stratach ludzkich nie byli tak skorzy do głoszenia swojego zwycięstwa, chociaż podkreślali, że to oni zostali panami na akwenie bitwy, podczas gdy Hochseeflotte zrejterowała do baz. Nie był to jednak oczekiwany „drugi Trafalgar”, chociaż popiersia Jellicoe i Beatty'ego zostały w 1948 roku odsłonięte na Trafalgar Square. 

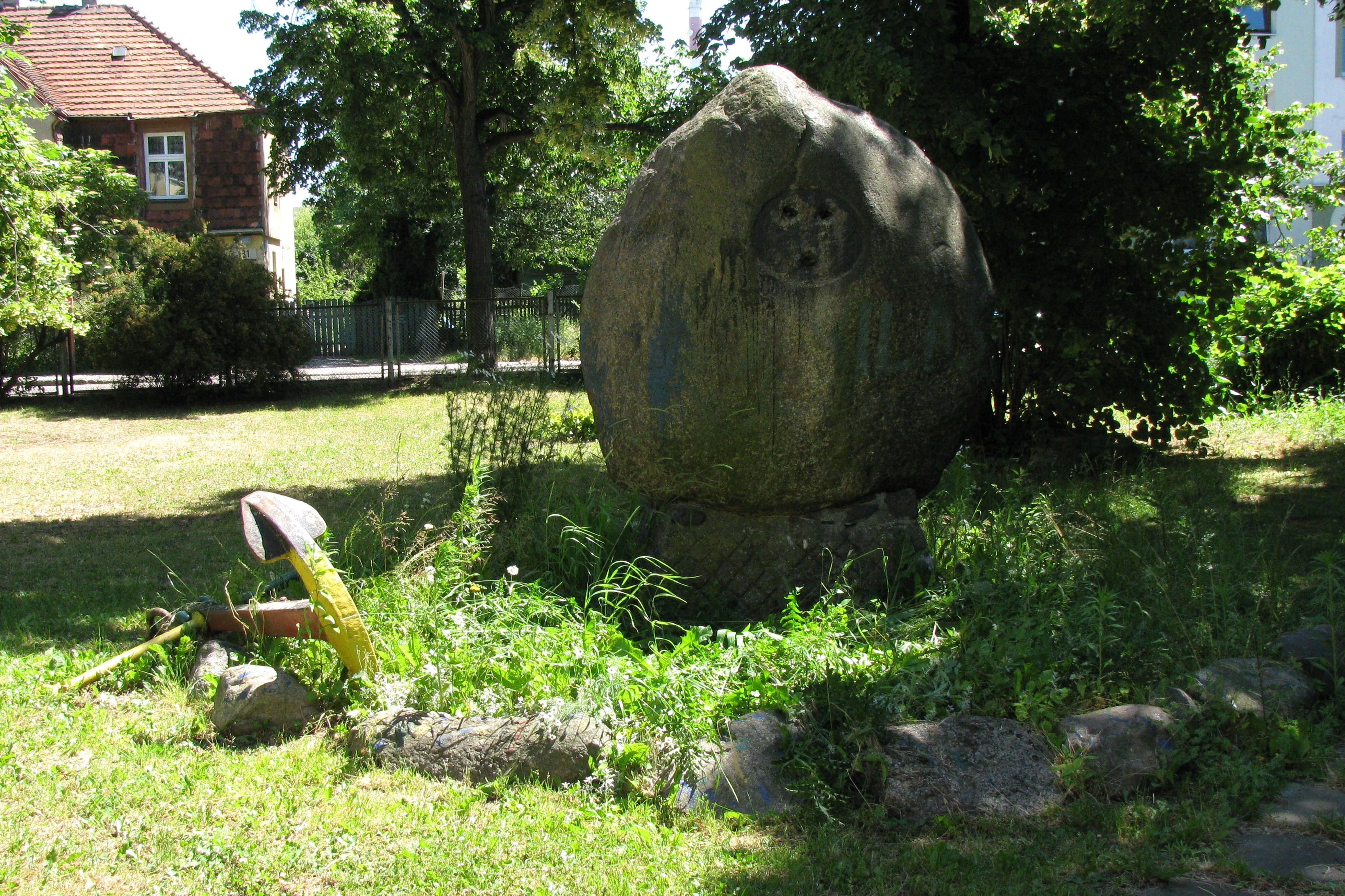
Częściowo uszkodzony pomnik w Gdańsku, tzw. „Skagerrakstein”

Bitwa jutlandzka była nie tylko największą bitwą morską swoich czasów, ale też najbardziej krwawą: na około 105 000 członków załóg zaangażowanych okrętów, niemal 10 000 poległo lub odniosło rany. Dopiero wielkie starcia II wojny światowej na Pacyfiku przyniosły większe liczby ofiar. Była też ostatnią w historii dużą bitwą morską, w której brały udział wyłącznie jednostki nawodne: w następnych latach coraz większy udział w operacjach flot miały okręty podwodne i lotnictwo.
Ciosem dla Royal Navy była łatwość, z jaką utracono trzy krążowniki liniowe z większością załóg. Grand Fleet powołała dwie komisje w celu  zbadania sprawy – kadm. Levesona i kmdra Chatfielda (dowódcy „Liona”). W celu ochrony reputacji floty, komisje obwiniły złą konstrukcję okrętów – słabe opancerzenie poziome, złą konstrukcję wież i podajników i niestabilność chemiczną kordytu, która wersja następnie stała się obowiązującym stanowiskiem, powielanym w późniejszych publikacjach. Eksperci Admiralicji, w szczególności główny konstruktor floty Eustace Tennyson d’Eyncourt, wskazywali natomiast, że gdyby w wieżach i podajnikach była przepisowa liczba ładunków prochowych i drzwi do komór amunicyjnych były zamknięte, okręty nie wyleciałyby w powietrze. Raport d'Eyncourta został jednak wycofany z obiegu przez Admiralicję, w której stanowisko Pierwszego Lorda Morskiego objął w grudniu sam adm. Jellicoe. Admiralicja mimo to już 5 czerwca zakazała trzymania w górnym i dolnym pomieszczeniach podajników więcej niż 4 ładunków. Według obecnych ustaleń, prawdopodobną przyczyną katastrofalnych w skutkach wybuchów było nieprzestrzeganie procedur bezpieczeństwa w postaci gromadzenia w pomieszczeniach podajników licznych otwartych pojemników z ładunkami prochowymi, akceptowane przez dowództwo, dla którego priorytetem była jak największa szybkostrzelność. Należy podkreślić, że na krążowniku liniowym „Lion” przed bitwą szef działu artylerii Alexander Grant wprowadził ścisłe procedury bezpieczeństwa obsługi komór amunicyjnych, i pomimo analogicznego trafienia i wybuchu ładunków miotających na podajniku, nie doszło na nim do wybuchu innych ładunków i okręt ocalał. Alexander Grant otrzymał wprawdzie po bitwie awans i dowództwo starego niszczyciela, jednakże został odsunięty od spraw artylerii; jego zasługi nie zostały również oficjalnie uznane.